# Abraxas minax
Abraxas minax là một loài bướm đêm trong họ Geometridae.